# Allenhurst (Nova Jérsei)
Allenhurst é um distrito localizado no estado americano de Nova Jérsei, no Condado de Monmouth.

## Demografia
Segundo o censo americano de 2000, a sua população era de 718 habitantes. 
Em 2006, foi estimada uma população de 701, um decréscimo de 17 (-2.4%).

## Geografia
De acordo com o United States Census Bureau tem uma área de 
0,7 km², dos quais 0,7 km² cobertos por terra e 0,0 km² cobertos por água.

## Localidades na vizinhança
O diagrama seguinte representa as localidades num raio de 4 km ao redor de Allenhurst. 